# Сражение при Бентхайме
Сражение при Бентхайме (нем. Gefechte bei Bentheim) — последнее сражение зимней кампании 1795 года, завершившее завоевание революционной Францией Республики Соединённых провинций, произошедшее 13 марта 1795 года на территории немецкого графства Бентхайм между войсками французского генерала Жана Виктора Моро и противостоявшими им объединёнными силами союзников под командованием генерала Вальмодена. Закончилось победой французских войск, однако они были вынужденны, оставить завоеванную территорию согласно договору об установлении демаркационной линии.

## Перед сражением
После отступления войск союзников и захвата Голландии зимой 1795 года линия фронта между французской и коалиционной армиями на северном участке театра военных действий проходила вдоль реки Эмс. С французской стороны стояла Северная армия Пишегрю, на крайнем левом, северном, фланге которой расположилась дивизия Макдональда, а на крайнем правом (южном) - дивизия Моро.
Напротив них стояли: на северном фланге — англичане Харкорта (12000 человек), в центре — контингенты немецких князей: Ганновера, Гессен-Касселя, Брауншвейг-Вольфенбюттеля и Гессен-Дармштадта под командованием генералов Шейтера, Вурмба, Ридезеля (23—26 000 человек), на левом (южном) фланге — австрийский корпус Альвинци (10 000 человек). Общее командование было возложено на генерала Вальмодена.
Обе армии страдали от плохой погоды и связанной с этим распутицы, не позволявшей быстрому передвижению войск; союзники были плохо обеспечены продовольствием и фуражом.
В феврале, начале марта проходили постоянные стычки патрулей и аванпостов, в которых, как правило, побеждали французы, постепенно расширявшие на восток контролируемую ими территорию.
В мирных переговорах, начатых в это время между Францией и Пруссией, также обсуждался проект нейтралитета для северной Германии и формирование демаркационной линии. Поскольку при определении последнего за основу обычно берется статус-кво, французы были больше всего заинтересованы в том, чтобы как можно скорее овладеть большей территорией, тем более что прусская армия под командованием фельдмаршала Мёллендорфа двинулась форсированными маршами к Мюнстеру, чтобы подкрепить ослабленные союзные войска.
После того, как Моро получил известие о том, что 9 марта первые прусские отряды прибыли в Липпштадт, он решил отбросить армию Вальмодена обратно за реки Эмс, прежде чем эти войска смогут прийти ей на помощь. До 12 марта он подтянул свои войска (10 000 человек) ближе к реке Динкель и разделил их на четыре основные колонны и несколько фланговых частей.

## Ход сражения
13 марта утром Моро начал наступление на графство Бентхайм с общей атаки на аванпосты корпусов генералов Ридезеля и Шейтера.
Первая колонна захватила пост у Лоссера в семь утра, построила мост через Динкель и после упорного сопротивления отбросила гессенцев из Гронау в Охтруп, после чего генерал Шейтер около полудня со всем своим корпусом отступил к Веттерингену и Нойенкирхену за реку Аа.
Вторая колонна, вышедшая из Деннекампа, атаковала аванпосты гессенцев и брауншвейгцев, расположенные перед Гильдехаусом, и оттеснила их к холму с ветряной мельницей перед этим местом. Благодаря поддержке конной ганноверской артиллерии союзники оказали там упорное сопротивление. Французы на время приостановили свое продвижение и открыли артиллерийский огонь, после чего союзные аванпосты отошли из Гильдехауса к главному корпусу у Бентхайма.
Третья французская колонна из 3 батальонов и 4 эскадронов тем временем наступала на Шютторф через Брандлехт. Шютторф был опоясан высокой стеной, очень подходящей для защиты. В городке стояли 2 батальона и 2 эскадрона брауншвейгцев с семью пушками. Комендант, предупреждённый о подходе войск противника, тем не менее, не предпринял ни малейшей попытки подготовить его к обороне. Французы сбили посты, выставленные у ворот Шютторфа, и ворвались в открытые ворота городка, продвинулись со всех сторон по улицам, концентрически ведущим к рыночной площади, на которой были построены батальоны гарнизона, и опрокинули их. Охваченные паникой, брауншвейгцы бросились к мосту через Фехте и поспешили перебраться на другой берег. За мостом, однако, они перегруппировались и защищали переправу до вечера, после чего отступили к городку Райне.
Четвертой, или левой колонне, было приказано двигаться из Нордхорна через Энгден вверх по правому берегу Фехте и расположиться между реками Фехте и Эмс, позади Шютторфа, Оне и Билика, таким образом, чтобы не позволить корпусу генерала Ридезеля произвести отступление. Однако, когда она проходила через болотистую местность, то задержалась на весь день и не приняла участия в атаке.
Подразделения союзников, отступавшие с аванпостов, постепенно сосредоточились на позиции у Бентхайма. Вскоре после того, как приближающиеся со всех сторон французы стали угрожать флангам и тылу этой позиции, она была оставлена, и корпус Ридезеля в беспорядке двинулся к Оне, настойчиво преследуемый французами. Достигнув моста в Оне, он пересёк реку и занял позиции на правом берегу.
Замок в Бентхайме, в котором оборонялось всего 60 человек с 10 пушками, был обстрелян из орудий артиллеристами генерала Доминика Жозефа Вандама. Однако комендант не сдавал замок до вечера 14 марта, когда по условиям капитуляции мог свободно выйти с оружием и обозом.
13 марта французы также вытеснили австрийские аванпосты из Ахауса, Фредена, Эпе и стали угрожать Метелену, Хорстмару и Лару.
Немецкие генералы просили австрийцев как можно скорее провести согласованный ранее фланговый удар и тем самым заставить противника покинуть занятые позиции, но получили отказ, потому что их левое крыло в это время находилось под угрозой, так как 12-го и 13-го марта французы атаковали передовые имперские войска на верхнем Исселе, у Гендрингена, Анхольта, Миллингена, Фелингена, Фрездена. Поэтому немецкий контингент решил отступить за реки Эмс, оставив аванпосты на левом берегу и силы поддержки в Райне, что и сделал вечером 14-го.

## Результаты
В результате победы 13 марта французы вышли к Эмсу на значительном участке от Райне до Лингена. В их силах было переправиться через реку и продвинуться против слабых сил английской армии, и даже в Ганновер, но 15-го французы, вопреки всем ожиданиям союзников, эвакуировали Бентхайм и Шютторф и повсюду отступили за Динкель. Это отступление французов было естественным следствием закончившихся переговоров с Пруссией и установлением демаркационной линии в северной Германии.
Во французских отчётах говорится, что за эти два дня они захватили в плен 800 человек и 20 пушек.